# 中華人民共和国におけるLGBTの権利
中華人民共和国のLGBT（レズビアン、ゲイ、バイセクシャルおよびトランスジェンダー）には、非LGBTの人々には存在しない法的課題が存在している。
同性愛は違法とされていないが、同性カップルや、同性カップルを長とする家族は異性間のカップルが享受できる法的保護を得ることができない。

## 概要
中国には同性愛者が4000万人居り、その内3000万人が男性だと見積もられている。
同性愛者を意味する隠語として「同志」という言葉が使われることがある。戦後、共産主義国家であった中国では、本来「同志、某（相手の名前）」と呼びかけるように敬称として使われていたが、近年ではその意味が薄れ、台湾で同性愛者を揶揄して同志と呼んでいた用法が若者の間で広がっているので、使用に注意が必要な言葉になっている。

## 法的地位

### 中国本土

#### 古来
中国における同性愛の歴史は数千年に及ぶが、日本史上にも存在した男色を表す言葉に、竜陽君、断袖（zh）、分桃 などがある。

#### 中世
中世の頃の中国は欧州と比較しても同性愛への敵視も少なく、福建省のように同性愛が顕著な地域もあった。清初の福建ではzh:兎児神（男色の縁結びの神）という言葉も生まれている。だが同時に清朝の1647年に成立した「清律」には、ソドミーの中で㚻姦（または鶏姦、肛門性交）を禁ずる「㚻姦罪條」が設けられた。明代末期の社会の混乱に対応させたもので、㚻姦條では違反した者に1ヶ月の懲役と100回の重い打撃刑が科せられた。

#### 共産主義中国建国後
1980年代より前の中国共産党政府の公式な同性愛に関する政策はほとんど知られていないが、1957年、最高人民法院は「自発的行為に基づくソドミーは犯罪行為ではない」とする判断を下している。これによれば、成年同性間の合意に基づく私的な性行為はいかなるものも法に触れないとした。

#### 文革以降
しかし文化大革命後の1979年の中華人民共和国刑法では、成人男性間の私的で非商業的な合意に基づく性行為も「流氓罪」 として、拘留や労働教育刑、罰金の対象になった。（ただしこの時代も流氓罪という漠然とした罪名であり、一部イスラム圏のように同性愛自体を明確に違法化した法律があるわけではなかった）。『Conduct Unbecoming』によると毛沢東は、同性愛者を含む「性的な逸脱者」の性的な去勢を信じていた。また1980年代、政府や家族から性的指向による虐待や組織的な嫌がらせに直面し、亡命による保護を求める男性がいた。当時、中国政府は同性愛を病気とみなして、男性同性愛者（ゲイ）に性的指向を異性愛に転換させるために電気ショック療法（転向療法）などを受けさせていた。

#### 1997年 - 非犯罪化へ
それでも1978年以降の鄧小平による改革開放の潮流は止められず、1997年の刑法改定で流氓罪の適用が取り消され、同性愛行為は非犯罪化された 。そして2001年には中華人民共和国衛生部の「精神疾患リスト」から除外された。

#### 現在
現在（2023年時点）、同性愛行為は非犯罪化されたが、同性結婚やシビル・ユニオンなどの同性間のリレーションシップや、同性カップルの養子縁組は法的に承認されておらず、性的指向や性同一性に基づく差別を禁止する法律も存在しない。
2010年時点ではテレビ番組や映画における同性間のリレーションシップに関する表現は検閲が行われ、同性愛映画も公式上映は容認されていない。また同性間の買春には警察による逮捕者が出ている。
2023年8月には、中国国内においてLGBTQ団体「北京出色伙伴」やレズビアン団体「北京拉拉サロン」、トランスジェンダー団体「無性恋の声」など計6団体の公式SNSのアカウントが閉鎖に追い込まれていると報じられている。この様に大陸系一般メディアでは同性愛はいまだ非公然のものである。

### 香港
香港では1984年、ゲイとレズビアンの団体「10パーセント・クラブ」が組織された。1991年には同性愛が非犯罪化され、性的同意年齢は2006年に異性間と同性間の差が是正された。同性間の関係性に関する法的承認はないが、トランスジェンダーの人は公的書類に記載されている性別欄のほとんどを変更することができる。1991年の香港権利章典条例により政府による差別は違法化されたが、法適用外の私的範囲では違法化されていない。
1990年代ころから自身もゲイであるレスリー・チャンが主演した「ブエノスアイレス」などゲイ映画が比較的多くつくられ始めている。

### マカオ
マカオにおいて同性結婚は法制度化されていない。2005年より性的指向に基づく差別の禁止は、個人情報の保護領域（2005年）、労使関係（2008年）、オンブズマン（2000年、2012年に法改正）と段階的に法的整備が進められた。

## 人物
中国にて同性愛をカミングアウトしたりLGBTの権利擁護活動に携わる著名な人々の一例として以下が挙げられる。
- 万延海 (ジョグジャカルタ原則の署名者で、2009年のワールドアウトゲームズの参加者)
- 李银河 (中国における性科学の研究者)
- Siu Cho (香港の政治・社会活動家)
- 陳志全 (香港の香港特別行政区立法会議員)